# Palmitynian askorbylu
Palmitynian askorbylu – organiczny związek chemiczny, ester kwasu palmitynowego i kwasu askorbinowego. Połączenie to daje rozpuszczalną w tłuszczach formę witaminy C. Stosowany także jako przeciwutleniacz spożywczy (E304). Jest dopuszczony do stosowania w Unii Europejskiej, USA, Australii i Nowej Zelandii.